# 佐倉警察署
佐倉警察署（さくらけいさつしょ）は、千葉県警察が管轄する警察署の一つである。第4方面の代表警察署。署長は警視。

## 所在地
- 千葉県佐倉市表町三丁目17番1号

## 管轄区域
- 佐倉市
- 八街市
- 印旛郡酒々井町

## 庁舎概要
佐倉警察署庁舎
- 竣工年 : 1991年
- 延床面積 : 2,813m²
- 構造/規模 : RC造、地上4階

佐倉警察署倉庫、車庫
- 竣工年 : 1991年
- 延べ床面積 : 919m²
- 構造/規模 : RC造、地上2階

佐倉警察署八街幹部交番庁舎
- 竣工年 : 2008年
- 延床面積 : 530m²
- 構造/規模 : S造、地上2階

## 沿革
- 1877年：開署
- 1966年（昭和41年）：裏新町から宮小路町に移転。明治末期に建設された裏新町の旧庁舎は1980年代初頭まで佐倉市マザーズホームとして活用される。
- 1991年（平成3年）4月：宮小路町の旧庁舎から現在地へ移転。旧庁舎跡地は待機宿舎となる。
- 1998年（平成10年）3月2日：四街道市の区域が新設された四街道警察署の管轄になる。

## 幹部交番

### 八街市
- 八街幹部交番（八街市八街ほ846番地4）

## 交番

### 佐倉市
- 京成臼井駅前交番（佐倉市王子台3丁目41番地）
- 京成佐倉駅前交番（佐倉市栄町1001番地5）
- 佐倉駅前交番（佐倉市大崎台1丁目2番地3）
- 京成志津駅前交番（佐倉市上志津1663番地23）
- ユーカリが丘交番（佐倉市ユーカリが丘6丁目5番地7）

### 酒々井町
- 酒々井交番（酒々井町酒々井898番地1）

### 八街市（八街幹部交番管轄）
- 八街駅前交番（八街市中央20番地1）
- 榎戸交番（八街市八街ろ183番地161）
- 吉倉交番（八街市吉倉629番地22）

## 駐在所

### 佐倉市
- 中志津駐在所（佐倉市中志津3丁目17番1）
- 弥富駐在所（佐倉市岩富町541番地）
- 和田駐在所（佐倉市直弥41番地1）

### 八街市（八街幹部交番管轄）
- 西林駐在所（八街市八街ろ111番地15）
- 山田台駐在所（八街市山田台130番地1）